# برنسون (میزوری)
برنسون (به انگلیسی: Branson) شهری در شهرستان استون و شهرستان تانی ایالت میزوری است که جمعیت آن در سرشماری سال ۲۰۱۰ میلادی ۱۰٫۵۲ نفر بوده است.